# Shokugeki no Sōma
Food Wars!: Shokugeki no Sōma (食戟のソーマ lit. Sōma de los Shokugeki?) es una serie de manga escrita por Yūto Tsukuda e ilustrada por Shun Saeki. Yuki Morisaki también ha colaborado con el manga, proveyendo las recetas para la misma. Ha sido serializada en la revista Weekly Shōnen Jump desde el 26 de noviembre de 2012, siendo compilada en 31 volúmenes tankōbon por Shūeisha.
Una adaptación a anime por parte de J.C.Staff se emitió entre el 3 de abril de 2015 y el 25 de septiembre de 2015. Netflix adquirió los derechos para transmitirlo en América Latina, y tenía planeado estrenarse el 15 de mayo de 2020, algo que no sucedió. Posteriormente se anunció que el anime se estrenará el 6 de julio de 2020.
Una segunda temporada del anime se emitió entre el 2 de julio y el 24 de septiembre de 2016. La tercera temporada fue dividida en dos partes: la primera parte estuvo en emisión entre el 3 de octubre y el 19 de diciembre de 2017; la segunda parte se emite desde el 8 de abril de 2018. La cuarta temporada se estrenó el 11 de octubre de 2019. La quinta temporada se estrenó el 10 de abril de 2020, y había estado en pausa debido a la Epidemia de Coronavirus en Japón, y retomó su emisión el 3 de julio y finalizó el 25 de septiembre de 2020, dando fin a toda la adaptación a anime.

## Argumento
Sōma Yukihira es un joven que sueña con ser un mejor chef que su padre. Un día, el padre de Sōma decide cerrar Yukihira, el restaurante de su padre y él, e irse a trabajar a Europa a los mejores restaurantes del mundo. Debido a eso, el padre de Sōma le lanza un reto: ser el mejor estudiante de la escuela privada Tōtsuki. Aceptando el reto de su padre, se marcha a Tōtsuki, pero al llegar se entera de que solo el 10% de los estudiantes son capaces de llegar a segundo año. Sin tener ni una pizca de miedo, Sōma se lanza a la piscina llena de tiburones que es Tōtsuki con sus dotes de cocina como arma. ¿Podrá Sōma sobrevivir a la más dura y mejor academia de cocina del mundo?

## Personajes

### Principales
Sōma Yukihira (幸平 創真 Yukihira Sōma?)
 Seiyū: Yoshitsugu Matsuoka
Sōma es un chico apasionado por el mundo de la cocina, estudiaba en la escuela y luego trabajaba en el restaurante "Comedor Yukihira", propiedad de su padre. Ahí siempre retaba a su padre Jōichirō a competencias de cocina, las cuales nunca ganaba. Tenía la manía de hacer probar sus platillos "experimentales" a sus amigas, las cuales la pasaban muy mal ya que eran mezclas raras y horribles. Un día su padre decide cerrar el comedor sin previo aviso para irse al extranjero y cocinar en los mejores restaurantes del mundo, Sōma queda devastado pero su padre le propone el reto de ser el mejor en la academia de cocina Tōtsuki y así aprender nuevas técnicas de cocina para que tenga alguna posibilidad de derrotarlo en una competencia de cocina alguna vez. Sōma acepta el desafío y se marcha a Tōtsuki. Al llegar, debe pasar la evaluación de admisión, a cargo de Erina Nakiri conocida como "Lengua Divina" al tener el paladar más fino del mundo, además de ser la nieta del director de Tōtsuki, Senzaemon Nakiri y poseer el primer asiento del Consejo Élite Diez de Tōtsuki, el comité de alumnos que al lado del director rige Tōtsuki. La arrogancia y mal humor de Erina hacen que todos los postulantes huyan de la sala, todos menos Sōma, entonces empieza la animadversión de Erina contra Sōma, un sentimiento de rechazo-curiosidad surge en ella al considerar que Sōma no posee el talento necesario para ser parte de la academia, aun así, siente que hay algo diferente en Sōma. 
Erina Nakiri (薙切 えりな Nakiri Erina?)
 Seiyū: Risa Taneda
Conocida por tener la "Lengua Divina" es una estudiante de primero de preparatoria, nieta del anterior director de la Academia Tōtsuki, y ocupaba el puesto del primer asiento del Consejo Élite Diez siendo también la más joven en entrar y la única de primer año; luego del incidente durante el examen de admisión de Sōma esta le toma un cierto odio buscando expulsarlo en distintas ocasiones de la academia y frustrándose cada vez que este logra pasar un obstáculo. 
Megumi Tadokoro (田所 恵 Tadokoro Megumi?)
 Seiyū: Minami Takahashi
Una joven que es originaria de un pueblo portuario. Ingresa a Tōtsuki por sugerencia de su madre, ya que ella y las demás personas del pueblo creen que tiene un gran potencial, aunque ella no piensa lo mismo, pues es muy insegura, un poco torpe, y tímida. Al principio trata de evitar a Sōma porque cree que es una mala influencia, pero debido a que viven en el mismo techo (Dormitorio Estrella Polar) se van llevando mejor al punto de ser mejores amigos. Ella tiene un gran potencial y es por Sōma que sus habilidades culinarias brillan, volviéndose así más segura de sí misma y sin miedo ante los retos culinarios que va enfrentando.
Takumi Aldini (タクミ・アルディーニ Takumi Aldini?)
 Seiyū: Natsuki Hanae
Takumi es un chico de aspecto delicado procedente de Italia, quien fue a estudiar a Tōtsuki por sugerencia de su familia para mejorar su cocina y así poder ser el chef principal de la Trattoria de su familia. Al ver a como Sōma desafió a los estudiantes el primer día de clases al decir que sería el mejor, comienza a verlo como un rival siendo ellos de los pocos estudiantes en tener experiencia en la cocina, siempre trata de decir y hacer cosas con actitud "cool" y desafiante hacia Sōma, pero siempre le salen mal, terminando en un ridículo y provocando que su hermano se burle de él. 
Isami Aldini (イサミ・アルディーニ Isami Aldini?)
 Seiyū: Yūki Ōno
Es hermano gemelo de Takumi, a diferencia de Takumi este difiere mucho del en aspecto físico, mientras Takumi es delgado, Isami es bastante relleno y con una actitud calmada y gentil hasta que empieza a cocinar que es cuando cambia completamente su rostro con una expresión, en verano este baja de peso de manera extraordinaria recobrando su peso inicial en otoño e inverno.
Ikumi Mito (水戸 郁魅 Mito Ikumi?)
 Seiyū: Shizuka Ishigami
Apodada como la "Ama de la carne" es una chica bastante atractiva y muy agresiva que pasa por encima de todos debido a sus extraordinarias habilidades de cocina con ingredientes de carne, sobre todo con carne de res, y sus insuperables recursos para conseguir carnes de excelente calidad, durante los primeros días de Sōma en la academia, se enfrenta este en un Shokugeki, perdiendo y recibiendo el apodo "Nikumi" (juego de palabras con la palabra niku que significa carne y su nombre Ikumi) por parte de Sōma debido a que Nikumi se veía bonito en hiragana. Luego de este incidente parece que está enamorada de Sōma, poniéndose nerviosa cerca de él o cuando este la elogia y molestándose si otras chicas están cerca de él.
Alice Nakiri (薙切 アリス Nakiri Arisu?)
 Seiyū: Chinatsu Akasaki
Alice es la prima de Nakiri Erina y nieta de Nakiri Senzaemon, es una hermosa chica de primer año de preparatoria la cual también es una excelente cocinera, utiliza técnicas de comida molecular que aprendió con su familia en un laboratorio en Dinamarca, lo que la convierten en una chef de vanguardia con un excelente futuro por delante, quiere competir con su prima Erina por el trono de Tōtsuki como primer asiento en el Consejo Élite Diez.
Ryō Kurokiba (黒木場 リョウ Kurokiba Ryō?)
 Seiyū: Nobuhiko Okamoto
Kurokiba Ryō es un talentoso chef especializado en mariscos y otros productos provenientes del mar, es el ayudante de Nakiri Alice. Desde pequeño Ryō se crio en un restaurante del puerto de una ciudad europea en el cual el cocinar lo era todo, su lema es que los chef no pueden llevarse bien entre sí, ya que todos son rivales en un campo de batalla que es la cocina. Llegó a la final de la Elección de Otoño lo cual demuestra su gran talento en la cocina, suele ser muy calmado la mayoría del tiempo, pero cuando entra en la cocina y se coloca su pañoleta negra con dibujos de llamas, cambia completamente entrando a lo que Alice llama "Modo Berserker" momento en que cambia su actitud y se vuelve extremadamente agresivo.
Akira Hayama (葉山 アキラ Hayama Akira?)
 Seiyū: Junichi Suwabe
Hayama es un talentoso chef en lo que es el uso de las especias ya que con su gran olfato puede oler diferentes aromas para preparar un buen plato, además este trabaja como asiste en el seminario de Jun Shiomi. Termina primero en el Grupo A de las Preliminares de la Elección de Otoño superando por 1 punto a Sōma (94 a 93 respectivamente). Tiene una gran rivalidad con Sōma en la que se ve a los dos en enfrentamientos para poder superarse el una al otro.

## Contenido de la obra

### Manga
El manga comenzó como un one-shot en la Weekly Shōnen Jump de Shueisha en abril de 2012 y comenzó su serialización en noviembre de 2012. El primer volumen tankōbon fue publicado el 4 de abril de 2013 y actualmente ha sido compilado en 35 volúmenes.

#### Volúmenes
| Núm. | Fecha de publicación    | ISBN Japón              | Título España                                 | Fecha publicación en España |
| ---- | ----------------------- | ----------------------- | --------------------------------------------- | --------------------------- |
| 1    | 4 de abril de 2013      | ISBN 978-4-08-870721-1  | Un desierto sin fin                           | 23 de septiembre de 2016    |
| 2    | 4 de junio de 2013      | ISBN 978-4-08-870762-4  | La reina del hielo y la tormenta de primavera | 25 de noviembre de 2016     |
| 3    | 2 de agosto de 2013     | ISBN 978-4-08-870787-7  | La recette suprema                            | 16 de diciembre de 2016     |
| 4    | 4 de septiembre de 2013 | ISBN 978-4-08-870822-5  | Imágenes y recuerdos                          | 27 de enero de 2017         |
| 5    | 4 de diciembre de 2013  | ISBN 978-4-08-870855-3  | El cocinero que baila                         | 24 de febrero de 2017       |
| 6    | 4 de febrero de 2014    | ISBN 978-4-08-880007-3  | El recuerdo de las batallas                   | 24 de marzo de 2017         |
| 7    | 4 de abril de 2014      | ISBN 978-4-08-880044-8  | Manada de lobos                               | 24 de mayo de 2017          |
| 8    | 4 de julio de 2014      | ISBN 978-4-08-880138-4  | Con el corazón                                | 26 de julio de 2017         |
| 9    | 4 de septiembre de 2014 | ISBN 978-4-08-880176-6  | La generación de las gemas                    | 27 de septiembre de 2017    |
| 10   | 4 de noviembre de 2014  | ISBN 978-4-08-880212-1  | Las condiciones de la disputa                 | 23 de noviembre de 2017     |
| 11   | 4 de marzo de 2015      | ISBN 978-4-08-880318-0  | El mañana siempre llega                       | 25 de enero de 2018         |
| 12   | 3 de abril de 2015      | ISBN 978-4-08-880331-9  | Recuerdos a la luz de la luna                 | 22 de marzo de 2018         |
| 13   | 4 de junio de 2015      | ISBN 978-4-08-880367-8  | Stagiaire                                     | 31 de mayo de 2018          |
| 14   | 4 de agosto de 2015     | ISBN 978-4-08-880448-4  | Reencuentro con el mago                       | 26 de julio de 2018         |
| 15   | 3 de octubre de 2015    | ISBN 978-4-08-880486-6  | El banquete lunar                             | 27 de septiembre de 2018    |
| 16   | 4 de enero de 2016      | ISBN 978-4-08-880583-2  | La reina prisionera                           | 29 de noviembre de 2018     |
| 17   | 4 de marzo de 2016      | ISBN 978-4-08-880628-0  | La lección                                    | 21 de enero de 2019         |
| 18   | 2 de mayo de 2016       | ISBN 978-4-08-880670-9  | ¡Al contraataque!                             | 28 de marzo de 2019         |
| 19   | 4 de julio de 2016      | ISBN 978-4-08-880745-4  | Los que aspiran a lo más alto                 | 23 de mayo de 2019          |
| 20   | 2 de septiembre de 2016 | ISBN 978-4-08-880776-8  |                                               |                             |
| 21   | 4 de noviembre de 2016  | ISBN 978-4-08-880806-2  |                                               |                             |
| 22   | 31 de diciembre de 2016 | ISBN 978-4-08-880886-4  |                                               |                             |
| 23   | 3 de marzo de 2017      | ISBN 978-4-08-881020-1  |                                               |                             |
| 24   | 2 de mayo de 2017       | ISBN 978-4-08-881072-0  |                                               |                             |
| 25   | 4 de julio de 2017      | ISBN 978-4-08-881182-6  |                                               |                             |
| 26   | 4 de septiembre de 2017 | ISBN 978-4-08-881204-5  |                                               |                             |
| 27   | 2 de noviembre de 2017  | ISBN 978-4-08-881224-3  |                                               |                             |
| 28   | 2 de febrero de 2018    | ISBN 978-4-08-881321-9  |                                               |                             |
| 29   | 2 de mayo de 2018       | ISBN 978-4-08-881361-5  |                                               |                             |
| 30   | 4 de julio de 2018      | ISBN 978-4-08-881411-7  |                                               |                             |
| 31   | 4 de septiembre de 2018 | ISBN 978-4-08-881563-3  |                                               |                             |
| 32   | 4 de diciembre de 2018  | ISBN: 978-4-08-881645-6 |                                               |                             |
| 33   | 4 de febrero de 2019    | ISBN: 978-4-08-881719-4 |                                               |                             |
| 34   | 4 de abril de 2019      | ISBN: 978-4-08-881796-5 |                                               |                             |
| 35   | 4 de junio de 2019      | ISBN: 978-4-08-881      |                                               |                             |

### Anime
Food Wars!: Shokugeki no Soma (Japonés: 食戟のソーマ) es una serie japonesa de anime adaptada del manga del mismo título de Yūto Tsukuda y Shun Saeki. Producida por J.C.Staff y dirigida por Yoshitomo Yonetani, la serie fue anunciada en octubre de 2015 por Shueisha. Se transmida por la TBS en Japón el 3 de septiembre de 2015.